# Sebepoškozování
Sebepoškozování neboli automutilace je záměrné fyzické poškozování sama sebe. Důvody mohou být různé: Problémy v rodině, šikana, rozchod s partnerem nebo agrese. Někteří lidé, kteří se sebepoškozují, říkají, že je to pro ně úleva a že je to nebolí fyzicky, protože psychická bolest je horší.
Při pocítění fyzické bolesti vyloučí mozek opioidy pro její zmírnění. Při vysoké míře vyloučení těchto opioidů se člověk může dostat do disociativního stavu, který je podobný reakci na některé omamné látky. Pokud se takový mozkový proces děje opakovaně a pravidelně, vytvoří se silnější neuronová vazba, mentální reakce na fyzickou bolest se stupňuje a sebepoškozování se stává návykovým.

## Vymezení
Sebepoškozování může být i přechodné, respektive jednorázové, ale to nemusí být nutně spojeno s psychickým stavem úzkosti a neschopností zvládat problémy. Jde o účelovou záležitost, která má jedinci přinést nějakou výhodu ve společnosti. Důvody mohou být například:
- Iniciační obřad – pokud chce být někdo přijat do sekty (či gangu), musí se poranit, pak je však přijat a k dalšímu sebepoškození nedochází
- Snaha získat výhody nebo se něčemu vyhnout – zranění může odvrátit nástup k výkonu trestu nebo povinné vojenské služby, popřípadě dostat vojáka na ošetřovnu, kde se vyhne šikaně vrstevníků a podobně.

V případě duševně nemocných lidí může být sebepoškozování následkem jejich stavu. Jakmile je odstraněn primární problém (podáním psychofarmak, navázáním komunikace, …), sebepoškozování odezní.
- Lidé trpící akutními psychotickými příznaky se mohou úmyslně zranit pod vlivem bludu či halucinace (například se pokoušejí vyříznout si čip, jenž jim implantovali mimozemšťané).
- Mentálně postižení se kousáním nebo narážením hlavou do zdi pokoušejí dát najevo své potřeby, vyjádřit tak nepohodlí nebo svou náladu či pocit.

Někdy se také lidé poškozuji pálením o horké věci, jako je například horká voda nebo topení, někdy i mezi lidmi, ale tak, aby si toho nevšimli.
Sebepoškozování v pravém slova smyslu je závislost srovnatelná s alkoholismem nebo závislostí na drogách. Člověk se sebepoškozením snaží vyřešit nepříjemný stav (viz níže), ale pokud se to povede, opět se objeví něco, co jej do mizerného stavu přivede a opět dochází k sebepoškozování. Navíc se to jedinec snaží skrýt a stydí se za to, takže samo sebepoškozování se stává důvodem nepříjemných pocitů a vzniká tak kruh, v němž se zvyšuje intenzita, s jakou si jedinec ubližuje.
Sebepoškozovat se člověk může sebou samým (škrábání, kousání, štípání, zarývání nehtů, bití především hlavou o cokoli je po ruce, …) nebo pomocí nástroje (užívá se nůž, žiletka, jehla, nůžky, provaz, oheň nebo cigareta a podobné). Objevují se i taková zranění, která byla nesmírně náročná na vykonání (jedinec se například musel zkroutit do extrémní polohy, aby se dokázal zranit tam, kde se zranil). Jak a kde si jedinec způsobuje zranění záleží na původu jeho duševních stavů.
Člověk se dostane do stavu, se kterým si sám neporadí a který mu je nepříjemný a nutně potřebuje úlevu. Jak se do tohoto stavu dostali, jak se při něm cítili a proč je napadlo zrovna ublížit si sami sobě, si většinou lidé již nedokážou vzpomenout. Důvodů může být celá řada: pocit frustrace, vzteku, lítosti, přetížení, negativní emoce, osamělost, flashbacky (náhlé a intenzivní vzpomínky na prožitá traumata). To, že se sám člověk zraní, mu může pomoci hned z několika důvodů:
1. Fyzická bolest odvede pozornost od nepříjemných psychických bolestí, s kterými si nevíme rady. Jednoduše je přebije.
2. Při poranění dochází k vyplavení endorfinu, který pomáhá organismu zvládnout fyzickou bolest, což přináší člověku okamžitou úlevu, po které prahl.
3. Poranění odvede pozornost od nežádoucích pocitů. Zaměstná mysl praktickými starostmi, protože rána se musí omýt, ošetřit, zavázat, krev nesmí kapat na koberec, musí se vyhledat lékař, …

Toto působení je však jen dočasné a problémy se objeví znovu a ve vážnější formě(ať už ty staré, kvůli nimž se jedinec poranil, nebo zcela nové, podobného charakteru) a člověk se poraní opět, protože jednou to pomohlo (stejně jako u drogy se tu vypěstuje spojení pocitu úlevy s tímto aktem a vzniká závislost).
Navíc se za své jednání (například slabost nebo ublížení si) stydí, protože ví, že společnost by jej neakceptovala. K pocitu studu se přidává pocit strachu, že se to někdo dozví a snaha stopy po zranění skrýt (nechodit na koupaliště, nosit dlouhé rukávy, …) nebo nepřipustit, jak se to stalo (tvrzení, že se zranil nějakou nehodou, nebo že už si ani nevzpomíná, jak se mu to přihodilo) a izolovat se od okolí. Tyto pocity vyústí v negativní emoce a často ještě ve spojení s jinak způsobenými negativními emocemi jsou opětovným důvodem k ublížení si.
Člověk je pak plně odhodlán před svým okolím vše utajit, rozhodně se k ničemu nepřizná a sám sobě nepřizná, že potřebuje pomoc, a tak se na takovéto případy přichází většinou náhodou.

## Rizikové skupiny
Sklony k sebepoškozovaní mají především:
- Ti, kteří byli pohlavně zneužiti nebo sexuálně či tělesně týráni. Tito lidé ještě k nepříjemným pocitům mají velmi problematický vztah k vlastnímu tělu, které je teď zneužité, nečisté, špatné. Své tělo nechtějí nebo se bojí mít rádi. Zranění buď přináší chvíli, kdy se k svému tělu mohou chovat kladně (postarat se o něj, ošetřit ho) a nebo je to pro tělo trest. V případě trestání těla bývají zranění zvláště krutá a soustředěná na místa, jež mají s původním traumatem spojitost (prsa, stehna, genitálie).
- Lidé, kteří zažili nějakou jinou pro ně velice „zlou“ událost (rozchod, hádky v rodině, škola aj.)
- Ženy, protože mají větší sklon sebeobviňovat se a vztahovat problémy na sebe.
- Mladí, protože jsou zatím nezralí a nemají dost zkušeností s řešením problémů a překonáváním překážek. (Pokud sebepoškozování přetrvá i do vyššího věku (po třiceti letech), pak se většinou jedná o zafixované chování.) Mnohdy jde o touhu dokázat si, že na to mají a chtějí poznat pocit když se říznu. Jde o adrenalin. V takových případech si způsobují nejčastěji rány na rukou, o kterých ví, že v případě nehody je nemohou ohrozit na životě.
- Osoby s duševními poruchami. Schizofrenici a další mentálně postižení, u nichž nejde o problém v rámci nemoci, ale u nichž se sebepoškozování přidá jako další samostatný psychický problém, jehož vznik nemoc pouze podnítila. Jsou na něm závislí, stejně jako výše zmíněné skupiny.

## Léčba
Pokud se psychoterapeutovi podaří odstranit primární problém (neboli důvod, proč k prvnímu sebepoškozování došlo), problém sebepoškozování vymizí. Tedy léčba traumatu, terapie zaměřující se na rodinné a sociální vztahy, sebeobviňování a podobně. V některých případech se podávají i léky.
Metody se samozřejmě kombinují a existuje i celá řada nových terapií a metod, speciálně zaměřených na tento problém. Mezi takové patří i DBT (Dialectical Behavioral Therapy), kterou vyvinula americká psycholožka Marsha M. Linehan.
Léčba však rozhodně není krátkodobou záležitostí, protože člověk musí změnit své chování a znovu se naučit řešit problémy a regulovat emoce. Naučí se technikám, jak zvládat vypjaté situace, nebo jak se jim vyhnout.